# Hugo Jacobson
Hugo Emanuel Jacobson, född 17 augusti 1891 i Johannes församling, Stockholm, död 4 april 1950 i Solna församling, var en svensk operettsångare och skådespelare. 

## Biografi
Jacobson scenebuterade i Helsingfors 1908 som utroparen i Boccaccio. Han hade då redan haft engagemang som körsångare vid Albert Ranfts teatrar. Han var vid Anton Salmsons teater och Axel Lindblads sällskap innan ett tvåårigt engagemang vid Apolloteatern i Helsingfors. Därefter var han verksam vid Oscarsteatern 1913–1926, ofta i komiska roller. Han gjorde emellertid sina mest uppskattade rolltolkningar vid olika friluftsscener. Under åren 1931–1950 hade han 26 filmroller, varav den mest uppmärksammade Kalle Österman i Bröderna Östermans huskors 1932.
Han var gift med Mary Holmgren åren 1927–1933.

## Filmografi i urval
- 1917 – Alexander den store
- 1918 – Mästerkatten i stövlar
- 1925 – Karl XII/senare delen
- 1931 – Trötte Teodor
- 1932 – Värmlänningarna
- 1932 – Ett skepp kommer lastat
- 1932 – Bröderna Östermans huskors
- 1933 – Hemliga Svensson
- 1936 – 65, 66 och jag
- 1937 – Pensionat Paradiset
- 1938 – Kamrater i vapenrocken
- 1939 – Panik
- 1941 – Lasse-Maja
- 1942 – En äventyrare
- 1943 – En fånge har rymt
- 1943 – Kungsgatan
- 1944 – Flickan och Djävulen
- 1946 – Begär
- 1947 – Kronblom
- 1947 – 91:an Karlssons permis
- 1947 – Sången om Stockholm
- 1948 – Var sin väg
- 1948 – Textilarna
- 1948 – Lilla Märta kommer tillbaka
- 1948 – Lars Hård
- 1948 – Janne Vängmans bravader
- 1948 – Loffe som miljonär
- 1949 – Boman får snurren
- 1949 – Smeder på luffen
- 1949 – Sven Tusan
- 1950 – Restaurant Intim

## Teater

### Roller (ej komplett)
| År   | Roll                               | Produktion                                                                       | Regi                         | Teater                                                    |
| ---- | ---------------------------------- | -------------------------------------------------------------------------------- | ---------------------------- | --------------------------------------------------------- |
| 1923 | Pertinax                           | Katja Jean Gilbert, Leopold Jacobson och Rudolph Österreicher                    | Nils Johannisson             | Oscarsteatern                                             |
| 1923 | Storfursten av Palestrien          | Gri-Gri Paul Lincke, Heinrich Bolten-Baeckers och Jules Chancel                  | Elvin Ottoson                | Oscarsteatern                                             |
| 1924 |                                    | Kvinnan i purpur Jean Gilbert, Leopold Jacobson och Rudolf Oesterreicher         | Nils Johannisson             | Oscarsteatern                                             |
| 1925 |                                    | Grevinnan Mariza Julius Brammer, Alfred Grünwald och Emmerich Kálmán             | Nils Johannisson             | Oscarsteatern                                             |
| 1925 |                                    | Damerna från Olympen Rudolf Schanzer, Ernst Welisch och Rudolf Nelson            | Nils Johannisson             | Oscarsteatern                                             |
| 1926 | Medverkande                        | Slag i slag, revy Emil Norlander                                                 |                              | Södra Teatern                                             |
| 1926 | Tränaren                           | Dagens hjälte Carlo Keil-Möller                                                  | Rune Carlsten                | Södra Teatern                                             |
| 1926 |                                    | Kopparbröllop Svend Rindom                                                       | Oskar Textorius              | Södra Teatern                                             |
| 1926 |                                    | Damen utan slöja August Neidhart, Lothar Sachs och Byjacco                       | Oskar Textorius              | Södra Teatern                                             |
| 1926 | Gustaf Wester                      | Apollon ombord Evert Taube                                                       | Oskar Textorius              | Vasateatern                                               |
| 1926 | Dessablette                        | Niniche Marius Boullard, Alfred Hennequin och Albert Millaud                     | Albert Ranft                 | Vasateatern                                               |
| 1926 | Kyparen Pelikan                    | Cirkusprinsessan Emmerich Kálmán, Julius Brammer och Alfred Grünwald             | Oskar Textorius              | Vasateatern                                               |
| 1927 | Phyladelphos                       | Cleopatras pärlor Oscar Straus, Julius Brammer och Alfred Grünwald               | Oskar Textorius              | Vasateatern                                               |
| 1927 | Greven                             | Alexandra Albert Szirmai och Franz Martos                                        | Oskar Textorius              | Vasateatern                                               |
| 1928 |                                    | Svalboet Bruno Granichstaedten och Ernst Marischka                               | Oskar Textorius              | Vasateatern                                               |
| 1928 | Negruzzi                           | Hennes excellens Michael Krausz, Ernst Welisch och Rudolf Schanzer               | Oskar Textorius              | Vasateatern                                               |
| 1929 | Delabudeliere                      | Jag bedrar dig blott av kärlek Ralph Rudin och Robert Blum                       | Gustaf Bergman               | Vasateatern                                               |
| 1929 | Hawley                             | Rose Marie Rudolf Friml, Herbert Stothart, Otto Harbach och Oscar Hammerstein    | Gustaf Bergman               | Vasateatern                                               |
| 1930 |                                    | Mr Cinders Vivian Ellis, Richard Myers, Clifford Grey och Greatrex Newman        | Adolf Niska                  | Vasateatern                                               |
| 1930 | Elias                              | Hotell Stadt Lemberg Jean Gilbert och Ernst Neubach                              | Adolf Niska                  | Vasateatern                                               |
| 1930 | Larsson, byggnadssnickare          | Söderkåkar Gideon Wahlberg                                                       | Hugo Jacobson                | Tantolundens friluftsteater Flyttad till Mosebacketeatern |
| 1931 | Borg, landsfiskal Fångvaktare      | Ta' fast tjuven Gran                                                             |                              | Mosebacketeatern                                          |
| 1931 |                                    | Äventyr vid kolonistugan Gideon Wahlberg och Walter Stenström                    |                              | Mosebacketeatern                                          |
| 1931 | Skomakaren                         | I gamla Djurgårdssta'n Gideon Wahlberg                                           | Gideon Wahlberg              | Tantolundens friluftsteater                               |
| 1931 |                                    | Augustas lilla felsteg Siegfried Fischer                                         |                              | Mosebacketeatern                                          |
| 1932 |                                    | Tokstollar och högfärdsblåsor Gideon Wahlberg                                    | Gideon Wahlberg              | Tantolundens friluftsteater Flyttad till Mosebacketeatern |
| 1933 | Brissard                           | De tre musketörerna Rudolf Schantzer, Ernst Welisch och Ralph Benatzky           | Nils Johannisson             | Oscarsteatern                                             |
| 1933 |                                    | Violen från Flen Siegfried Fischer                                               |                              | Söders friluftsteater                                     |
| 1933 | Familjefadern                      | Barn på beställning Arthur Fischer                                               | Arthur Fischer               | Mosebacketeatern                                          |
| 1934 | Greven                             | Greven av Gamla stan Sigge och Arthur Fischer                                    |                              | Mosebacketeatern                                          |
| 1934 | Johannes                           | Johannis i Lillegår'n Gideon Wahlberg                                            | Gideon Wahlberg              | Tantolundens friluftsteater                               |
| 1935 | Amandus Pillén, skräddarmästare    | Hur ska' de' gå för Pettersson? Sigge Fischer                                    |                              | Söders friluftsteater                                     |
| 1935 | Magnus Adamsson, barnvagnsfabrikör | Följ me' till Köpenhamn Sigge Fischer                                            | Sigge Fischer                | Mosebacketeatern                                          |
| 1936 |                                    | Skojar-Hampus Sigge Fischer                                                      |                              | Mosebacketeatern                                          |
| 1936 |                                    | Fröken Grönlunds pojke Sigge och Arthur Fischer                                  | Sigge Fischer Arthur Fischer | Mosebacketeatern                                          |
| 1936 | Karlsson, diversearbetare          | Känsliga Svensson Ernst Berge                                                    | Thor Modéen                  | Vanadislundens friluftsteater                             |
| 1936 | Niels, dräng hos Haller            | Kloka gubben Paul Sarauw                                                         | Sigurd Wallén                | Södra Teatern                                             |
| 1937 |                                    | Julia ordnar allt Fred Duprez                                                    | Björn Hodell                 | Vanadislundens friluftsteater                             |
| 1937 |                                    | Tre trallande trubadurer Ernst Berge                                             |                              | Vanadislundens friluftsteater                             |
| 1937 | Fredrik Pettersson                 | Fredrik och försynen Henning Ege                                                 | Siegfried Fischer            | Mosebacketeatern                                          |
| 1937 | Amandus Pillén, skräddarmästare    | Hur ska' de' gå för Pettersson? Sigge Fischer                                    |                              | Mosebacketeatern                                          |
| 1937 | Medverkande                        | Opp och heja! eller Mannen som stal Golfströmmen Tage Forsberg och Henry Carlson |                              | Mosebacketeatern                                          |
| 1938 |                                    | Revolution i kåksta'n Ernst Berge                                                | Sigge Fürst                  | Vanadislundens teater                                     |
| 1940 | Grumio                             | Så tuktas en argbigga William Shakespeare                                        | Sandro Malmquist             | Oscarsteatern/ Turné                                      |

### Regi
| År   | Produktion                 | Teater                      |
| ---- | -------------------------- | --------------------------- |
| 1930 | Söderkåkar Gideon Wahlberg | Tantolundens friluftsteater |